# Unia Liberalna (Holandia)
Unia Liberalna (nider. Liberale Unie, LU) – holenderska partia liberalna, o dużym znaczeniu w czasach świetności; polityczny przodek Liberalnej Partii Stanu oraz Partii Ludowej na rzecz Wolności i Demokracji.

## Historia

### Przed zalegalizowaniem partii
Liberałowie byli w Holandii znaczącą i od 1848 dominującą siłą polityczną. Zorganizowani w niepowiązane, luźne stowarzyszenia i kluby, które skupiały liberałów o progresywnych, centrowych oraz konserwatywnych poglądach. Podział zarysował się wyraźnie w 1879 roku, kiedy założona została partia popleczników Jana Kappeyne’ego van de Coppella. Organizowanie się w kluby katolików i protestantów zmusiło liberałów do utworzenia własnego stowarzyszenia.

### Partia
W 1885 roku liberalne kluby oraz stowarzyszenia zostały połączone w Unię Liberalną. Jej struktura była podzielona na frakcje: progresywną, konserwatywną i centrową.
W wyborach roku 1888 liberałom przypadła rola opozycji wobec zwycięstwa chadecji, jednakże już w 1891 roku partie „konfesjonałowe” utraciły większość i uformowany został liberalny gabinet pod przywództwem Gijsberta van Tienhovena. Najważniejszym postulatem nowego rządu była liberalizacja prawa wyborczego, zaproponowana przez ministra spraw wewnętrznych Taka – dzięki temu prawo głosowania mieliby wszyscy mężczyźni umiejący czytać i pisać; propozycja upadła, minimalną liczbą głosów. Porażka doprowadziła do rezygnacji rządu i przedwczesnych wyborów. Po nowych wyborach partia podzieliła się na frakcję „pro-Takistów” i „anty-Takistów”; część ostatnich odeszła z Unii, tworząc lekko związany klub, który ostatecznie przerodził się w Ligę Wolnych Liberałów.
W wyborach roku 1894 przewagę uzyskali anty-Takiści, zaś LU została zepchnięta do opozycji, jednakże odzyskała władzę w kolejnych wyborach, formując rząd, którego premierem został Nicolaas Pierson. Nowy szef gabinetu wprowadził liczne reformy socjalne, między innymi ustawę o obowiązku nauki dzieci w wieku 6–12 lat, co miało zapobiec zatrudnianiu nieletnich.
W 1901 roku progresywna frakcja odłączyła się od LU, zakładając wraz ze Związkiem Radykalnym Wolnomyślicielską Ligę Liberałów, co przyczyniło się do przegranej Unii w następnych wyborach. W 1905 roku uformowany został gabinet składający się z dwóch partii liberalnych, którego szefem został Theodoor Herman de Meester. W latach 1909–1918 LU zyskiwała stałą, choć nie przeważającą liczbę miejsc w parlamencie. Katastrofalne skutki przyniosły dopiero wybory w roku 1918, kiedy utraciła ponad połowę miejsc, co skłoniło jej członków w 1921 roku do połączenia się z Ligą Wolnych Liberałów oraz kilkom mniejszymi partiami liberalnymi, tworząc Liberalną Partię Stanu.

## Ideologia i Postulaty
LU rozpoczęła działalność jako umiarkowanie progresywna partia liberalna, zaangażowana w walkę o wolność i prawa jednostki. Stopniowo stawała się bardziej konserwatywna, faworyzująca małe rządy, podatek progresywny, reformy socjalne, reprezentację proporcjonalną oraz powszechne prawo wyborcze.

## Reprezentanci

### Przywódcy
Marszałkowie niższej izby parlamentu:
1902-1913 Hendrik Goeman Borgesius
1913-1917 Theodoor de Meester
1918-1921 Pieter Rink
Premierzy:
1891-1894 Van Tienhoven
1897-1901 Pierson
1905-1908 De Meester
1913-1918 Cort van der Linden

## Elektorat
Liberałowie mogli liczyć na poparcie ateistów, umiarkowanych protestantów z wyższej klasy, biznesmenów, urzędników, bogatych farmerów oraz przedstawicieli wolnych zawodów (doktorów, prawników, artystów). Partia miała spore poparcie w dużych miastach handlowych, jak Amsterdam, Rotterdam, czy centrach regionalnych – Arnhem, Zutphen oraz Leeuwarden.